# Región de Sidama
La región de Sidama es uno de los estados regionales (kililochos) del país africano de Etiopía. Se formó el 18 de junio de 2020 a partir de la división de la región de las Naciones, Nacionalidades y Pueblos del Sur (SNNPR) y la transformación de la zona Sidama tras un 98,52% de votos a favor de una mayor autonomía en el Referéndum de Sidama de 2019.
Lleva el nombre del pueblo Sidama, cuya mayoría está en la región. Sidama limita al sur con la región de Oromia (salvo un corto tramo en el centro donde comparte frontera con la zona de Gedeo), al oeste con el río Bilate, que lo separa de la zona de Wolayita, y al norte y al este con la región de Oromia. Entre los pueblos de Sidama se encuentran Awasa, la capital de Sidama y el SNNPRS, Yirgalem y Wendo. Sidama tiene una población de alrededor de 3,2 millones de habitantes en 2017 que hablan las lenguas cushitas Sidama (también conocidas como Sidaamu Afoo)
Sidama tiene 879 kilómetros de carreteras para todo tipo de clima y 213 kilómetros de carreteras para tiempo seco, para una densidad media de carreteras de 161 kilómetros por 1.000 kilómetros cuadrados.
La región de Sidama es la principal región productora de café de Etiopía, lo que contribuye en gran medida a las divisas del gobierno federal. El Organismo Central de Estadística (CSA) informó de que en el año que finalizó en 2005 se produjeron 63.562 toneladas de café en Sidama y Gedeo juntas, según los registros de inspección de la autoridad etíope del café y el té. Esto representa el 63% de la producción de la región y el 28% de la producción total de Etiopía.
La región también es rica en recursos hídricos, que están infrautilizados. Las principales causas de morbilidad y mortalidad en la región del PNNS son atribuibles principalmente a la falta de agua potable, al saneamiento deficiente y a la escasa conciencia pública sobre la salud ambiental y las prácticas de higiene personal.
Los Sidama conceden un gran valor al ganado, entre los cuales una persona sin ganado no es considerada como una persona social de pleno derecho, sino como un 'paria'. El número de cabezas de ganado es un buen indicador de la riqueza, y da una gran popularidad al granjero que posee más ganado.